# Stigmaphyllon albidum
Stigmaphyllon albidum är en tvåhjärtbladig växtart som först beskrevs av Carl Ludwig von Blume, och fick sitt nu gällande namn av C.E.Anderson. Stigmaphyllon albidum ingår i släktet Stigmaphyllon och familjen Malpighiaceae. Inga underarter finns listade i Catalogue of Life.